# Корси (Ен)
Корси (фр. Corcy) насеље је и општина у североисточној Француској у региону Пикардија, у департману Ен (Пикардија) која припада префектури Соасон.
По подацима из 2011. године у општини је живело 315 становника, а густина насељености је износила 43,45 становника/km². Општина се простире на површини од 7,25 km². Налази се на средњој надморској висини од 82 метара (максималној 155 m, а минималној 77 m).

## Демографија
| 1962. | 1968. | 1975. | 1982. | 1990. | 1999. | 2011. |
| ----- | ----- | ----- | ----- | ----- | ----- | ----- |
| 160   | 183   | 204   | 187   | 254   | 306   | 315   |

График промене броја становника у току последњих година